# Ben Bass
Benjamin Langer 'Ben' Bass (Baltimore (Maryland), 14 augustus 1968) is een Amerikaans / Canadees acteur.

## Biografie
Bass werd geboren in Baltimore (Maryland) en op zevenjarige leeftijd emigreerde hij met zijn familie naar Vancouver (Canada). Daar heeft hij vloeiend Frans leren spreken. Bass is sinds 14 juni 2011 getrouwd.
Bass begon in 1987 met acteren in de televisieserie 21 Jump Street, waarna hij nog meerdere rollen speelde in televisieseries en films. Hij is vooral bekend van zijn rol als Sam Swarek in de televisieserie Rookie Blue waar hij in 74 afleveringen speelde (2010-2015).

## Filmografie

### Films
Uitgezonderd korte films.
- 2016 Love's Complicated - als Cinco Dublin
- 2014 The Good Sister - als Jack McLennan
- 2006 Last Exit – als David
- 2004 The Loves Crimes of Gillian Guess – als Peter Gill
- 2001 Strange Frequency – als Tom West
- 2000 The 6th Day – als bodyguard
- 1999 Bonanno: A Godfather's Story – als ??
- 1999 Murder in a Small Town – als Michael
- 1998 Scandalous Me: The Jacqueline Susann Story – als Rex Reed
- 1998 Bride of Chucky – als luitenant Ellis
- 1998 A Cool, Dry Place – als agent
- 1992 A Killer Among Friends – als Steve

### Televisieseries
Uitgezonderd eenmalige gastrollen.
- 2022 Pretty Hard Cases - als DS Brad Michaels - 10 afl.
- 2020 Burden of Truth - als Solomon Stone - 3 afl.
- 2018 The Detail - als Marc Savage - 5 afl.
- 2016 Casual - als Harry - 2 afl.
- 2010 – 2015 Rookie Blue – als Sam Swarek – 74 afl.
- 2013 - 2014 Rookie Blue Webisodes - als Sam Swarek - 2 afl.
- 2008 Would Be Kings – als Jamie Collins – 2 afl.
- 2005 Queer as Folk – als Tad – 2 afl.
- 2004 – 2005 The Eleventh Hour – als Henry Shelley – 13 afl.
- 2002 – 2003 Tom Stone – als Graham Pearson – 7 afl.
- 2002 Monk – als Gavin Lloyd – 2 afl.
- 2000 – 2001 Big Sound – als Darryl – 8 afl.
- 1999 – 2001 Beggars and Choosers – als Brian Peske – 22 afl.
- 1999 – 2001 Da Vinci's Inquest – als advocaat van Hardy / Rick O'Malley – 2 afl.
- 1995 – 1996 Forever Knight – als Javier Vachon – 12 afl.
- 1989 – 1991 Bordertown – als Trevor Andrews – 2 afl.